# Zejsko-burejská nížina
Zejsko-burejská nížina (rusky Зейско-Буреинская Равнина) je nížina v Amurské oblasti Ruska mezi pohořím Turana na východě, řekou Zeja na západě a Amurem na jihu. Nížina byla objevena v 17. století ruskými průzkumníky, poprvé ji podrobně popsal ruský cestovatel Grigorij Efimovič Grumm-Gržimajlo.

## Reliéf a geologická struktura
Nížina je tvořena vrstvami říčních a jezerních písků a jílů. Převládají zde výšky 200 až 300 m. Hlavním typem krajiny v Zejsko-burejské nížině jsou luční stepi s lesními oblastmi - tzv. Amurské prérie. Na severu jsou smíšené dubovo-modřínové lesy, na jihu dub s amurskou lípou mezi lučními loukami. Louky jsou rozorány a intenzivně využívány pro zemědělství. Luční půdy jsou tvořeny úrodnou černozemí nebo hnědou tajgovou půdou, místy jsou bažinaté půdy. Podnebí v nížině je pevninské s rysy monzunu, s chladnými zimami s málo sněhem a mírně teplými léty. Na některých místech je permafrost.
Geologická minulost Zejsko-burejské nížiny určila moderní vzhled této oblasti. V pozdních třetihorách byla řeka Amur na východě uzavřena hřbetem Malého Chinganu a její vody směřovaly přes Severní Mandžusko. Řeka v té době tekla do Čínského moře nebo se ohýbala z jihu kolem Malého Chinganu, využívala kanál Sungari a mířila na východ. Poté se pravděpodobně vytvořily rovinaté pláně nad loukami. Později, na začátku čtvrtohor byl Malý Chingan odříznut vodami Amuru a v této souvislosti vznikly rozsáhlé louky a nad nimi rovinaté terasy.

## Ekonomická hodnota
Zejména střední a jižní části nížiny jsou intenzivně využívány k zemědělství a to již od ruské kolonizace ve druhé polovině 19. století. Přirozená luční vegetace je tak zachována jen na několika místech.
Zejsko-burejská nížina je hlavní obilnou oblastí Amurské oblasti. V povodí řeky Bureji jsou bohatá naleziště uhlí a železné rudy.
Skrze Zejsko-burejskou nížinu vede Transsibiřská magistrála.